# Scorpaena neglecta
Scorpaena neglecta är en fiskart som beskrevs av Temminck och Schlegel, 1843. Scorpaena neglecta ingår i släktet Scorpaena och familjen Scorpaenidae. Inga underarter finns listade i Catalogue of Life.